# Ingrunskär
Ingrunskär är skär i Åland (Finland). De ligger i Skärgårdshavet och i kommunen Föglö i landskapet Åland, i den sydvästra delen av landet. Öarna ligger omkring 36 kilometer öster om Mariehamn och omkring 240 kilometer väster om Helsingfors.
Arean för den av öarna koordinaterna pekar på är 0,7 hektar och dess största längd är 170 meter i öst-västlig riktning. Trakten är glest befolkad. Närmaste större samhälle är Föglö, 11,0 km sydväst om Ingrunskär.